# حديد بيتا

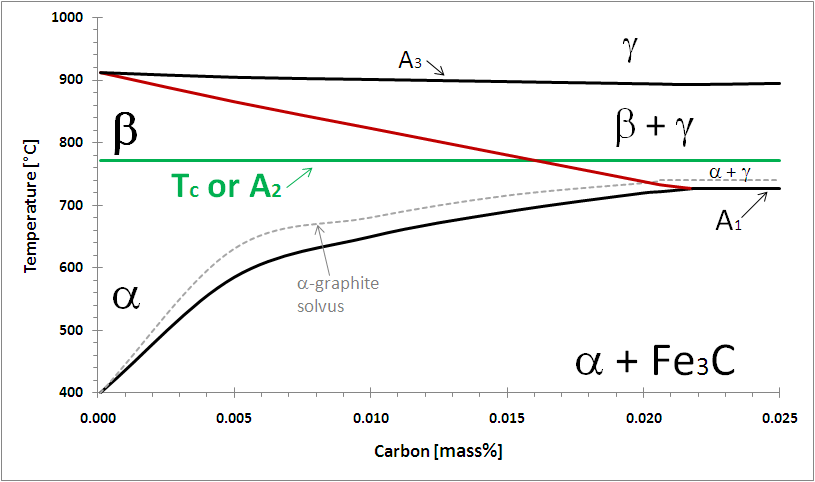
شكل1

حديد بيتا (β-Fe) وحديد بيتا (β-iron) هما جزءان رئيسيان من (بارماجنتيك) من المركب الحديدي (α-Fe) (ألفا-α). المرحلة الأساسية من الحديد القليل الكربون أو الصلب الخفيف ومعظم الحديد المليء به في درجة حرارة الغرفة العادية هو حديد (ميزوماجنتيك) (α-Fe). كالحديد أو المركب الحديدي للحديد إذا سُخن فوق درجة الحرارة العادية أو الحرجة (A2) أو درجة حرارة النشاط الإشعاعي عند 771 درجة مئوية (1044° ك أو 1420° ف). عشوائية الانفعال الحراري للذرات يتجاوز عزم الدوران المغناطيسي الموجي المغير مجاوز لدوران الإلكترون في المستوى الدوراني الثالث. (A2) تشكل حدود درجات الحرارة المتدنية من مجال حديد البيتا في الرسم التخطيطي للشكل رقم (1). مركب حديد البيتا من حيث التشكل الهندسي الداخلي له مطابق تماما للمركب الحديدي ألفا، ماعدا المجال المغناطيسي التابع له والعامل الشبكي الموسع لمكب موحد المركب كدالة في درجة الحرارة، ولذلك هناك أهمية أساسية واحدة لمعالجة الحديد معالجة حرارية. لهذا السبب المركب الحديدي بيتا (β) ليس عادة الأخذ بعين الاعتبار المرحلة المتميزة بل مجرد نهاية درجة الحرارة العالية ميزان المرحلة ألفا. وبالمثل (A2) ذات أهمية ثانوية فقط مقارنة بـ (A1) (يوتيكتويد)، درجة حرارة حرجة (A3) و (Acm). (Acm) حيث يتم عمل موازنة بين الأستونيت والسيمنتيت، أبعد عن الحافة اليمنى في الشكل (1).
المرحلة الميدانية (ألفا + غاما). من الناحية التقنية البحتة، المرحلة الميدانية (بيتا + غاما) أعلى من نقطة أو مستوى (A2). الوصف للبيتا يحدد الاستمرارية على شكل الكتابة اليونانية والتي تعبر عن التقدم الوصفي للمراحل الميدانية للحديد:
المركب الحديدي ألفا (α-Fe)، المركب الحديدي بيتا (β-Fe)، المركب الحديدي غاما (ε-Fe)، المركب الحديدي دلتا عالي درجة الحرارة والمركب الحديدي (هكسافيروم) عالي الضغط.

## A2 درجة الحرارة الحرجة والتنصيب أو الحث الحراري
المركب الحديدي بيتا و (A2) درجة الحرارة الحرجة مهمان جدًا في عملية التنصيب الحرارة للحديد، مثل المعالجة الحرارية لتقوية الأسطح. الحديد يكون (أوستينيتي) عند درجة حرارة تتراوح ما بين (900 – 1000°م) قبل أن تعمل له إخماد أو إقماع ثم نسقي الفولاذ. المجال المغناطيسي البديل العالي التردد الذي يعمل على الحث الحراري يسخن الفولاذ عن طريق آليتان دون درجة حرارة النشاط الإشعاعي: المقاومة الحرارية (I2R) أو عن طريق فقدان خاصية الحديد المغناطيسي. فوق (A2)، الآلية الهستيرية تختفي والكمية المطلوبة من الطاقة لكل درجة حرارة تزيد تكون واقعيا أكبر وأعلى من دون (A2). الدوائر الموصلة للحمل ربما كانت تحتاج إلى الاختلاف في الاعتراض أو الإعاقة في قدرة المصدر على الحث أو التنصيب الحراري لكي يعمل على تعويض الاختلاف والتغيير.

## الحديد بيتا في علم الأرض
سيكسيتا، دوبرفينسكي، لـ (جامعة أوبسالا) راقبت تباعد الأشعة السينية وتجنبها الضغط العالي، والحرارة العالية للمجال الذي وصفوه بـ (بيتا) أو (حديد بيتا) (β-Fe). رقاقة أو لفافة من حديد ألفا (α-Fe) النقي بنسبة 99.9% يضغط أو أنه ضغط في شريحة جوهرية إلى 35 – 40 جيجا باسكال لتكوين مجال قياسي على الضغط، مسدس الأضلاع مغلق الأوجه (هيكسا فيريوم) حديد. الحديد (هيكسا فيربوم) سخن عن طريق الليزر إلى أن وصل إلى درجة حرارة (1500°ك)، ثم عمل لها مسح عن طريق الأشعة السينية، إظهار وتبيين ثم إعادة مسح لهذه الشريحة. الحديد البيتا (β-Fe) المجال الخاص به يشكل ويحدد على أساس أربع طبقات من الشكل السداسي الأضلاع لجعلها شبكية ممتازة، ويكون من المقترح كمجال أو شريحة في القشرة الحديدية للأرض. الدراسات المتتالية والمتتابعة كانت غير قادرة على توضيح أكثر أو عمل طريقة أخرى لإنتاج الحديد بيتا أو حتى مجالات مشابهة له، وهذه جميع المجالات جاءت كلها غير مفهومة تقنيا وغير منطقية بتاتا.